# Les Chemins de l'amour (Poulenc)

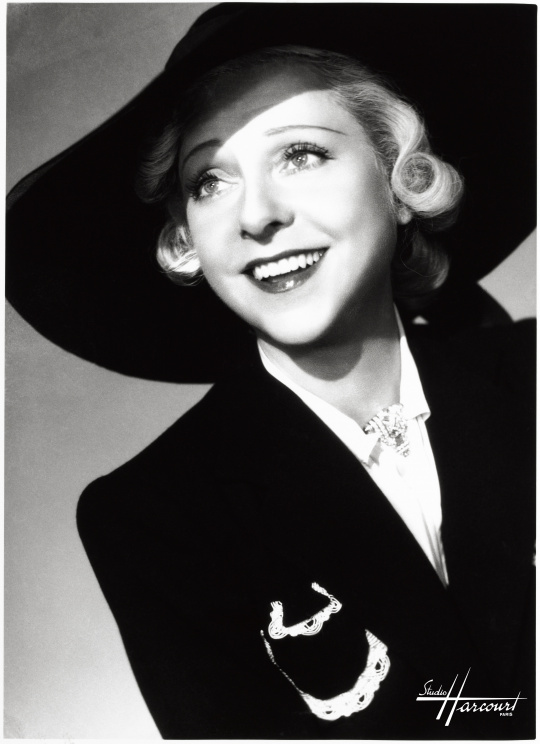
Yvonne Printemps première interprète de l'air.

Les Chemins de l’amour (FP.106-Ia) est une mélodie pour voix et piano composée par Francis Poulenc sur des paroles de Jean Anouilh en 1940, d'après une valse chantée tirée de la musique de scène de la pièce Léocadia.

## Histoire de l'œuvre
La mélodie est composée en octobre 1940, elle est dédiée à la comédienne et chanteuse Yvonne Printemps, qui la chante à la création de la pièce Léocadia le 1er décembre 1940. La chanson connaît un certain succès, et Yvonne Printemps l'enregistre. La partition est publiée chez Max Eschig en 1941.
La cantatrice américaine Jessye Norman en a fait un de ses airs de prédilection.

### Extrait
Chemins de mon amour
Je vous cherche toujours
Chemins perdus
Vous n'êtes plus
Et vos échos sont sourds
Chemins du désespoir
Chemins du souvenir
Chemins du premier jour
Divins chemins d'amour

## Discographie
- Yvonne Printemps et Marcel Cariven (direction d'orchestre)
- André Schlesser et Georges Delerue (direction d'orchestre), Grand Prix du disque
- Felicity Lott (soprano) et Graham Johnson (piano) - Hyperion Records
- Jessye Norman (soprano) et Dalton Baldwin (piano) - Philips
- Véronique Gens (soprano) et Roger Vignoles (piano) - Erato
- Patricia Petibon (soprano), Christian-Pierre La Marca (violoncelle), Amandine Savary (piano) - Sony Music.
- Sophie Karthauser (soprano), Eugene Asti (piano) - Harmonia Mundi
- Mischa Maisky (violoncelle), Daria Hovora (piano) - Deutsche Grammophon
- Lambert Wilson - Disques Tréma, 1991
- Sabine Devieilhe (soprano), Alexandre Tharaud (piano) - Warner Classics
- Angela Gheorghiu (soprano), Malcolm Martineau (piano) - Decca